# Flota Sangheili
La Flota Sangheili es una flota Elite perteneciente al Universo de Halo.

## Naves
- Shadow of Intent: Nave Capital, Transporte de Asalto comandada por Rtas 'Vadum.
- 9 cruceros de batalla clase CCS

- Datos: Q5863269